# Danh sách thành phố Nigeria

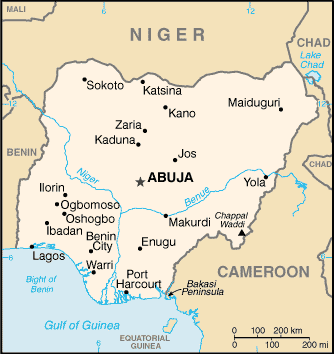
Bản đồ Nigeria

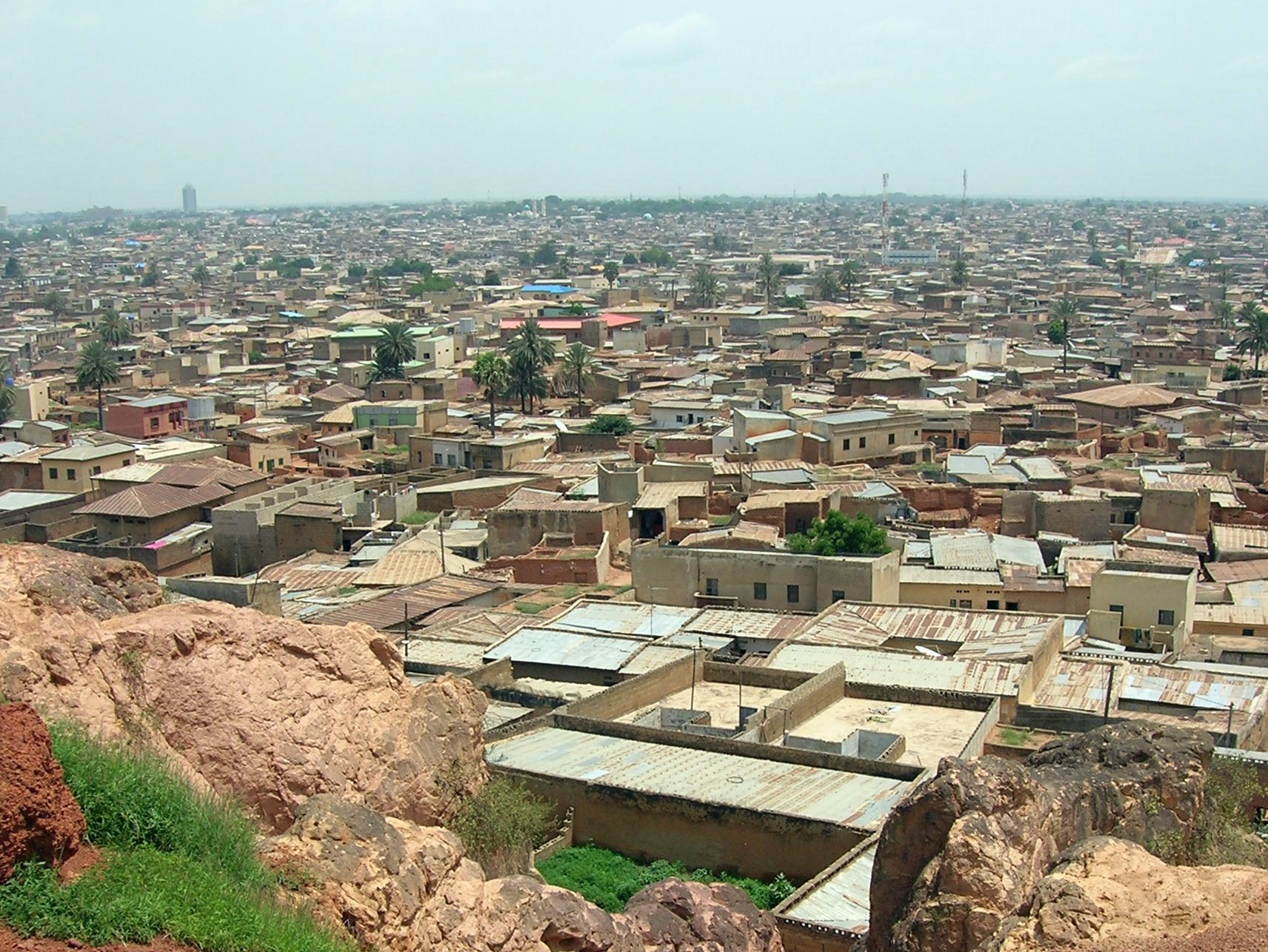
Kano, Kano State, thành phố đông dân thứ hai theo điều tra 2006

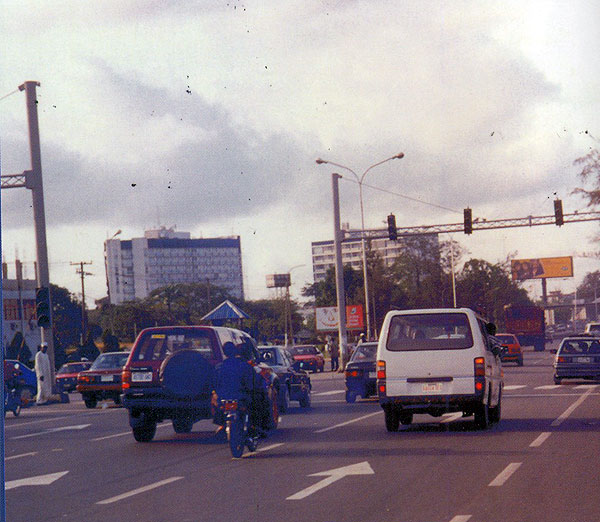
Port Harcourt City Center, Rivers State, thành phố đông dân thứ ba

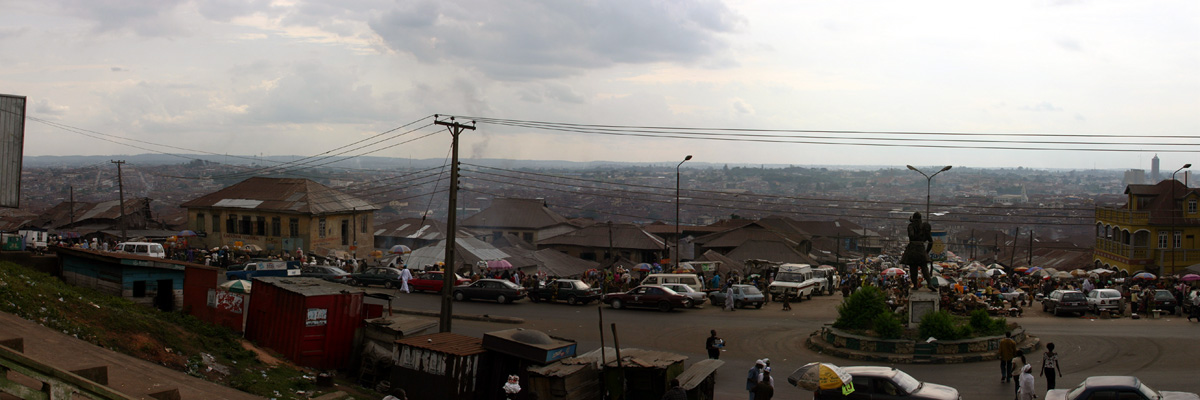
Ibadan, Oyo State, thành phố đông dân thứ tư

Đây là danh sách thành phố ở Nigeria. Các thành phố in đậm thuộc 14 thành phố đông dân nhất quốc gia:

## Thành phố
- Aba
- Abakaliki
- Abeokuta
- Abuja
- Ado Ekiti
- Akpawfu
- Akure
- Asaba
- Awka
- Bauchi
- Benin City
- Birnin Kebbi
- Buguma[1]
- Calabar
- Dutse
- Eket
- Enugu
- Gombe
- Gusau
- Ibadan
- Iighom
- Ifelodun
- Ife
- Ikeja
- Ikirun
- Ikot-Abasi
- Ikot Ekpene
- Ilorin
- Iragbiji
- Jalingo
- Jimeta
- Jos
- Kaduna
- Kano
- Katsina
- Karu
- Kumariya
- Lafia
- Lagos
- Lekki
- Lokoja
- Maiduguri
- Makurdi
- Minna
- Nnewi
- Nsukka
- Offa
- Ogbomoso
- Onitsha
- Okene
- Ogaminana
- Omu-Aran
- Oron
- Oshogbo
- Owerri
- Owo
- Orlu
- Oyo
- Port Harcourt
- Potiskum
- Sokoto
- Suleja
- Umuahia
- Uyo
- Warri
- Wukari
- Yenagoa
- Yola
- Zaria